# Dàimio

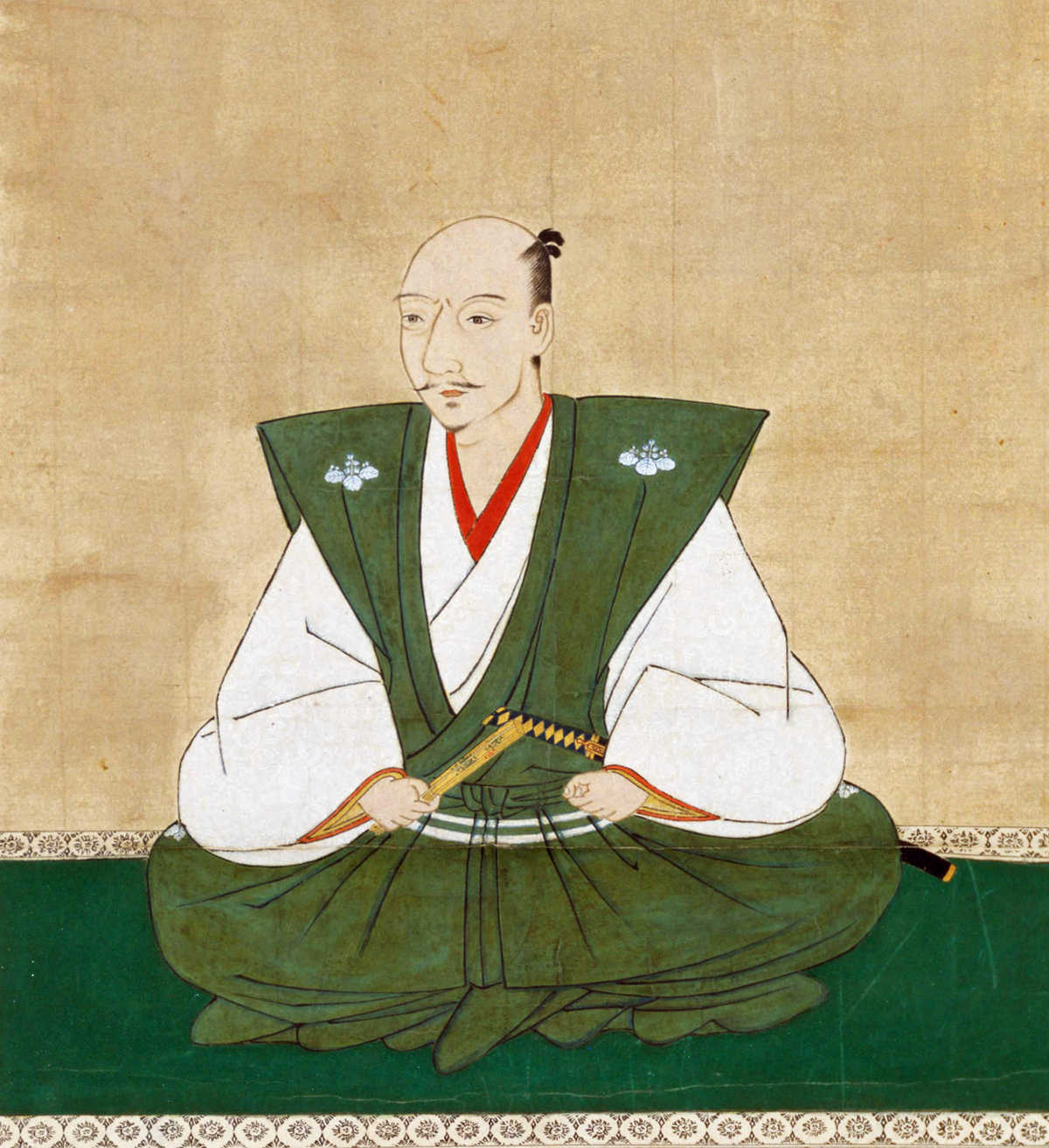
Oda Nobunaga, un poderós dàimio del període Sengoku.

Els dàimios (大名) eren els senyors feudals més poderosos del Japó, que des del segle X fins al període Meiji primerenc en el segle XIX, van governar la major part del Japó de les seves vastes propietats hereditàries. Estaven subordinats al shogun i nominalment a l'emperador i al kuge (una classe aristocràtica).
De la mateixa manera que al sistema feudal europeu, els dàimios exercien un control dinàstic sobre els seus territoris o han que tenien diferent grau d'autonomia. Els senyors menys importants havien de retre vassallatge als més poderosos. La classe dels soldats samurai mostraven lleialtat als caps d'aquestes famílies.
En el terme, dai (大) (adquisicions) significa 'gran', i myō significa myōden (名田) (seleccionar), cosa que significa 'terra privada'. El terme dàimio també s'empra a vegades per referir-se als líders dels diferents clans, també anomenats «senyors de la guerra». Sovint, però no exclusivament, un shōgun o un regent s'escollia d'entre aquests senyors de la guerra.